# Liolaemus griseus
Liolaemus griseus este o specie de șopârle din genul Liolaemus, familia Tropiduridae, descrisă de Laurent 1984. Conform Catalogue of Life specia Liolaemus griseus nu are subspecii cunoscute.